# Nau (fiume)
La Nau è un affluente alla sinistra orografica del Danubio. Le sue sorgenti si trovano a nord-ovest di Langenau. Sul suo corso vi sono alcuni mulini, alcuni dei quali hanno ormai solo funzione di monumento.

## Corso del fiume
Il corso del Nau si sviluppa per una lunghezza di 21 km. Subito dopo la sorgente vi affluisce dalla destra il Rohngraben, che per un certo periodo veniva anche chiamato Warme Ach.
Quindi il fiume attraversa la città di Langenau in direzione ovest-Est, si unisce al Flötzbach e presso il Kappenzipfel al Kalten Ach. Si dirige quindi verso sud attraverso il Donauried per unirsi, poco prima del Sixenmühle, al Schammenbach. Da qui fluisce nuovamente verso sud-ovest attraverso Riedheim, a Leipheim, per poi riprendere la direzione verso est nella pianura del Donau-Wald, ove sfocia nel Danubio presso Günzburg.

## Località principali attraversate
- Langenau
- Günzburg
- Leipheim

## Storia
Il territorio fu popolato fin dal neolitico. Verso il IV secolo nacquero i primi insediamenti degli Alemanni nel bacino del Nau. I mulini lungo il fiume nacquero come generatori di forza motrice per le tessiture di lino e per la macina del frumento. Nel XVIII secolo le zone bagnate dal Nau furono utilizzate per allevamenti bovini, per la produzione di paglia e per l'estrazione di torba. Oggi, accanto ai pascoli per vitelli, vi sono anche campi coltivati. L'estrazione di torba invece è stata sospesa.

## Affluenti
Gli affluenti del Nau sono:
- alla sinistra orografica:
  - Wörth
  - Kalte Ach
- alla destra orografica:
  - Rohngraben
  - Flötzbach
  - Schammenbach